# 밥 피터슨

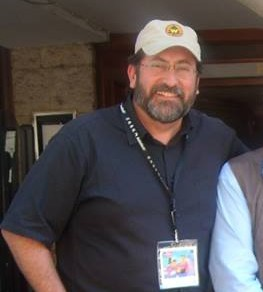

밥 피터슨(Bob Peterson, 본명: 로버트 피터슨, Robert Peterson, 1961년 1월 18일 ~ )은 픽사에서 일하는 미국의 애니메이터, 감독, 시나리오 작가, 스토리보드 감독 및 성우이다. 그는 1994년 로저 굴드(Roger Gould)에 의해 픽사에 광고 애니메이터로 고용된 후 이후 토이 스토리(1995)의 애니메이터가 되었다. 그는 업 (2009년 영화)(2009)의 공동 감독이자 공동 작가였으며 더그(Dug)와 알파(Alpha)라는 캐릭터의 성우도 맡았다. 영화 니모를 찾아서(2003)의 작가로서의 활동으로 그는 아카데미상 최우수 각본상 후보에 올랐다. 그는 또한 카 3: 새로운 도전(2017)의 공동 작가였으며 Forky Asks A Question(2020)의 작업으로 단편 애니메이션 프로그램 부문 프라임타임 에미상을 수상했고, 엘리오(2025)의 우주 사용자 길잡이라는 캐릭터의 성우도 맡았다.